# Koule (rozhlasová hra)
Koule je česká rozhlasová hra Davida Drábka z roku 2011 na téma dopingu ve sportu. V roce 2012 byla zpracována jako divadelní hra pro Klicperovo divadlo v Hradci Králové.

## Obsah
Hra Koule se odehrává ve studiu stanice ČRo Vltava, kde se snaží moderátor vést rozhovor s koulařkou Milenou o jejím dětství, sportovní kariéře a dopingu. Hlas koulařce propůjčila Pavla Tomicová. Výběr jazykových prostředků a rozšafná dikce Tomicové charakterizují Milenu jako silnou českou ženu z lidu, s kterou se život nemazlil. Jako dítě neměla kamarády. Děti na ni pořvávaly: Milena, Milena, přefikla i jelena, otec jí říkal bečko a sama o sobě hovoří formou patetických frází, jak pro vlast cedila při trénincích krev a stala se symbolem poctivé lopaty, cíle a světovosti. Díky tvrdému tréninku si „sáhla na tep doby.“ Má pocit, že je matka českého národa a musí ho chránit a dovést až na vrchol Sněžky. Je jako Věstonická Venuše a Švejk v jedné osobě.
Už během prvních deseti minut se posluchač dozví, že je Milena členkou Rady, má dlouhé drápy, ráda nosí náramky, vlastní pekárnu, byla královnou, vrhala koulí, což jsou atributy, které si lze spojovat s Helenou Fibingerovou. To bylo nejčastěji Davidu Drábkovi vyčítáno, tato přímá a návodná spojitost s nejlepší československou koulařkou. I když život Mileny a Heleny je v mnoha ohledech jiný, stěžejní charakteristické rysy se shodují.
Mileně se o dopingu mluvit nechce, ale nakonec se rozpovídá: byla to těžká doba a kdo ji nezažil, nepochopí. Atletický svaz a stát tlačily na sportovce, aby přiváželi medaile. Nejvíce to odnesla Radmila, která je nejsmutnější člověk na světě. Obě sportovkyně nemohly mít děti. Ve hře je odhaleno téma státem řízeného dopingu, obě ženy jsou považovány za oběť a posluchačům je jich líto.

## Ohlasy
V únoru 2011 oznámil David Skopal z Advokátní kancelář Pokorný, Wagner & spol., že zastupuje Helenu Fibingerovou a Jarmilu Kratochvílovou a bude jejich jménem požadovat po Českém rozhlasu finanční kompenzaci kvůli tomu, že na stanici Vltava odvysílal hru Koule, jejíž hlavní postava, bývalá koulařka Milena, vykazuje společné znaky s Helenou Fibingerovou, a postava Radmila vykazuje společné znaky s Jarmilou Kratochvílovou, a obě postavy jsou ve hře obviňovány z dopingu, což právní zástupce sportovkyň považuje za porušení jejich práva na ochranu osobnosti.
Podle Lidovek.cz chtěl v téže věci podat na Český rozhlas žalobu i Český atletický svaz. Žaloba byla zamítnuta, protože hra Koule je umělecké dílo, které nijak nikoho neuráží. 

## Obsazení
- Pavla Tomicová (Milena, atletická královna)
- Zora Valchařová-Poulová (Reportérka Lubica, Radmila, atletická královna)
- Isabela Smečková Bencová (Maskérka Miluška, Maminka, Potkanka Vendulka, Moderátorka Ája)
- Kamila Sedlárová (asistentka, Sára Tlachecí)
- Jiří Zapletal (Karel Hála, Moderátor Klubu seniorů, doktor Cvach, Král Václav Klaun I.)
- Tomáš Lněnička (Režisér, Tatínek, Trenér Hácha, Moderátor Pája)
- Zdeněk Petrák (Ivo Vozemba, vzpěrač)